# ハナギンチャク
ハナギンチャク（花巾着、tube-dwelling anemone）は、外見的にはイソギンチャクによく似た動物であるが、足盤がなく、砂地に巣穴を作り、それに潜って生活している。他物に付着せずに生活すること、棲管の中を素早く移動できることなど刺胞動物の中で極めて独特である。

## 特徴
ハナギンチャクは、刺胞動物門花虫綱ハナギンチャク目に属する動物の総称である。大柄なイソギンチャク様の動物であるが、大きな差異は、足盤で岩に付着するのではなく、砂地に穴を掘って潜っていることである。
その体は細長く、後端は丸まって終わっている。前端は口盤となり、その周辺には多数の触手がついている。また、中央の口周辺にも触手があり、それぞれ縁触手、口触手と呼ぶ。後端には胃腔に続く小さな穴がある。
内部形態はおおよそ六放サンゴの型ではあるが、その配置には左右対称性が強く見られる。その対称軸の腹側の端で隔壁が増える。
発生の面では、特異な幼生を持つことで知られている。多くの花虫類はプラヌラから次第に定着して成体の姿となり、プラヌラ以外に特定の幼生の名を持たないものが多いが、ハナギンチャク類にはアラクナクチス(Arachnactis)、オバクチス(Ovactis)などいくつかの幼生が知られる。前者は円錐形の体に本体より長い程度の六本以上の触手を持つ。触手の先端には刺胞が集まっている。オバクチスは球形に近い本体に十五本以上の短い触手が円をなして並ぶ。

## 生態
その体は砂地に縦に掘られた棲管に収まり、体の前半を管から出して触手を広げる。刺激を受けると全身を巣穴の中に引っ込める。その動きはかなり素早い。巣穴の壁は自分の出した粘液と織り刺胞から出る糸で固めてある。ムラサキハナギンチャクの粘液の壁にホウキムシが住み着くことが知られている。

## 分類
世界に約40種が知られる。ただし、属種の同定は隔壁の構造等を見なければならない。
- ハナギンチャク科 Cerianthidae
  - Pachycerianthus：ヒメハナギンチャク
  - Cerianthus：ムラサキハナギンチャク（英語版）・マダラハナギンチャク・タテヤマハナギンチャク
- イトツキハナギンチャク科 Arachnanthidae：下端に槍糸をもつ隔壁がある
  - Isarachnanthus：ヒメイトツキハナギンチャク
- フサツキハナギンチャク科 Botrucnidiferidae：刺胞房をもつ隔壁がある

## 利害
実用的な利益はほとんどない。ムラサキハナギンチャクは美しいので水族館ではよく飼育される。